# Santa Marta
Santa Marta er en by i den nordlige del af Colombia. Byen blev grundlagt i 1525, og ligger på kysten til det Caribiske hav.

## Historie
Byen blev grundlagt af den spanske erobrer Rodrigo de Bastidas, der valgte stedet på grund af dets naturlige skønhed og sikker havn. I dag, Santa Marta, en vigtig havneby og centrum for turisme, historie og kultur.
Det er den første by blev grundlagt i Colombia og de øvrige i Sydamerika.
Simón Bolívar døde på en ranch calledThe Quinta de San Pedro Alejandrinoon i udkanten af Santa Marta på 17 december 1830.
Området med Santa Marta er var før ankomsten af den spanske opdagelsesrejsende beboet af indianere fra Tayrona kultur.

## Seværdigheder
- Katedralen,Catedral de Santa Marta, et nationalt monument, blev bygget i 1766 og var Simon Bolivar grav indtil 1842.
- La Casa de la aduana ('Customs House «) er det ældste overlevende hus i USA og blev bygget i 1530. I dag er dette Tayronamuseum.
- Casa Madame Agustin, er typisk for kolonitidens arkitektur.
- Mamancana naturreservat, hvor du har mulighed for at se vilde dyr og til at praktisere ekstrem sport som paragliding, bjergbestigning og canopying.
- Parque Nacional Natural Tayrona ligger ca 34 km fra Santa Marta.
- Pueblito er et af de 200-spansk for byen opdaget i nærheden af Sierra Nevada de Santa Marta.
- Quebrada Valencia, en majestætisk vandfald midt i regnskoven.
- Quinta de San Pedro Alejandrino, bygget i 1700-tallet, blev Simon Bolivar sidste hjem, og er i dag et museum til hans ære.
- FortressSan Fernandoblev bygget af de spanske erobrere at beskytte byen mod pirater.
- Taganga fiskerleje er kendt som et fantastisk sted for dykning og har smukke strande i nærheden.

## Geografi
Santa Marta havde 409.480 indbyggere i 2008, med i alt 435.079 indbyggere i hele kommunen i et område på 2.381 km².

## Turisme
Las Fiestas del Mar er en festival, der fejres hvert år. Festivalen slogan er "Santa Marta, la magia de tenerlo todo" ("Santa Marta, den magiske have alting").
En voksende turisme er til enten lære spansk eller lære at dykke i det nærliggende koralrev.

## Kendte personer
- Carlos Valderrama – fodboldspiller
- Carlos Vives – musiker

## Eksterne kilder og henvisninger
- Wikimedia Commons har flere filer relateret til Santa Marta

11°14′N 74°12′V / 11.233°N 74.200°V